# Teratolytta carlae
Teratolytta carlae es una especie de coleóptero de la familia Meloidae.

## Distribución geográfica
Habita en Turquía.